# Maguire (Familienname)
Maguire ist ein irischer Personenname.

## Namensträger

### A
- Alex Maguire (* 1959), britischer Musiker
- Andrew Maguire (* 1939), US-amerikanischer Politiker

### B
- Barry Maguire (Fußballspieler, 1989), niederländischer Fußballspieler
- Barry Maguire (Fußballspieler, 1998), schottischer Fußballspieler
- Bassett Maguire (1904–1991), US-amerikanischer Botaniker
- Bryan Maguire, 1. Baron of Enniskillen (1589–1633), irischer Adliger

### C
- Carl Maguire (* 1970), US-amerikanischer Jazzmusiker
- Catherine Maguire (1906–1991), US-amerikanische Hochspringerin
- Catherine Larsen-Maguire (* 1971), britische Dirigentin
- Charles Maguire (1875–1949), kanadischer Politiker, Bürgermeister von Toronto
- Chris Maguire (* 1989), schottischer Fußballspieler
- Clare Maguire (* 1987), britische Singer-Songwriterin
- Connor Maguire, 2. Baron of Enniskillen (1612–1644), irischer Adliger
- Conor Maguire (1889–1971), irischer Jurist und Politiker

### D
- Daniel C. Maguire, US-amerikanischer Theologe
- Darragh Maguire (* 1976), irischer Fußballspieler
- Dave Maguire (* 1927), kanadischer Eishockeyspieler und -trainer
- Dominic Maguire (* 1964), australischer Rugbyspieler
- Donna Maguire (* 1967), nordirische IRA-Aktivistin

### E
- Eleanor Maguire (1970–2025), irische Neurowissenschaftlerin
- Elsie Maguire (* 1908), britische Leichtathletin
- Emily Maguire (Schriftstellerin) (* 1976), australische Schriftstellerin
- Emily Maguire (Hockeyspielerin) (* 1987), britische Hockeyspielerin

### F
- Frank Maguire (1929–1981), nordirischer Politiker

### G
- George Maguire (Politiker) (1796–1882), irisch-amerikanischer Politiker, Bürgermeister von St. Louis
- George Maguire (Schauspieler) (* 1946), US-amerikanischer Schauspieler
- George Maguire (Eishockeyfunktionär), US-amerikanischer Eishockeyfunktionär
- Gregory Maguire (* 1954), US-amerikanischer Schriftsteller

### H
- Harry Maguire (* 1993), englischer Fußballspieler
- Hugh Maguire, Lord of Fermanagh (Aodh Mag Uidhir; † 1600), irischer Adliger
- Hugh Maguire (Leichtathlet) (1887–1967), US-amerikanischer Leichtathlet
- Hugh Maguire (Musiker) (1926–2013), britischer Violinist
- Hugh Maguire (Schauspieler, I) (Hugh John Maguire), britischer Schauspieler
- Hugh Maguire (Schauspieler, II), Schauspieler

### J
- Jack Maguire (1925–2001), US-amerikanischer Baseballspieler
- James Maguire (Geistlicher) (1882–1944), schottischer römisch-katholischer Geistlicher
- James G. Maguire (1853–1920), US-amerikanischer Politiker
- Jeff Maguire (* 1952), US-amerikanischer Drehbuchautor
- Joe Maguire (Joseph Daniel Maguire; * 1996), englischer Fußballspieler
- John Maguire (Bischof) (John Aloysius Maguire; 1851–1920), schottischer Geistlicher, Erzbischof von Glasgow
- John Maguire (Rugbyspieler), australischer Rugby-League-Spieler
- John Maguire (Cricketspieler) (John Norman Maguire; * 1956), australischer Cricketspieler
- John Maguire (Kampfsportler) (* 1986), britischer Mixed-Martial-Arts-Kämpfer
- John A. Maguire (1870–1939), US-amerikanischer Politiker
- John Joseph Maguire (1904–1989), US-amerikanischer Geistlicher
- Joseph Maguire (Admiral) (* 1952), US-amerikanischer Vizeadmiral und Geheimdienstkoordinator
- Joseph Francis Maguire (1919–2014), US-amerikanischer Geistlicher, Bischof von Springfield
- Josh Maguire (* 1980), australischer Fußballspieler

### K
- Kevin Maguire (Comiczeichner) (* 1960), US-amerikanischer Comiczeichner und -autor
- Kevin Maguire (Journalist) (* 1960/1961), britischer Journalist
- Kevin Maguire (Eishockeyspieler) (* 1963), kanadischer Eishockeyspieler und -schiedsrichter
- Kevin Maguire (Eiskunstläufer) (* 1980), kanadischer Eiskunstläufer
- Kevin Maguire (Footballspieler), Gaelic-Football-Spieler

### L
- Larry Maguire (* 1949), kanadischer Bauer und Aktivist
- Laurence Maguire (* 1997), englischer Fußballspieler
- Lisa Maguire (* 1994), irische Golfspielerin

### M
- Marjorie Reiley Maguire (* 1942), US-amerikanische Theologin
- Martie Maguire (Martha Eleonor Erwin; * 1969), US-amerikanische Musikerin
- Mary Maguire (Peggy Maguire; 1919–1974), australische Schauspielerin
- Matt Maguire (* 1984), australischer Australian-Football-Spieler
- Matthew Maguire (1850–1917), US-amerikanischer Maschinist und Gewerkschafter

### P
- Paul Maguire (* 1938), US-amerikanischer American-Football-Spieler und Sportreporter

### R
- Ruth Maguire, schottische Politikerin (SNP)

### S
- Sam Maguire (1879–1927), irischer Gaelic-Football-Spieler
- Sean Maguire (* 1976), englischer Schauspieler und Sänger
- Sharon Maguire (* 1960), britische Filmregisseurin
- Stephen Maguire (* 1981), schottischer Snookerspieler

### T
- Tobey Maguire (* 1975), US-amerikanischer Schauspieler
- Tom Maguire (1892–1993), irischer General